# Matajur (giornale)

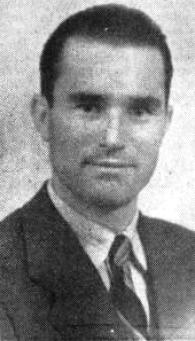
Vojmir Tedoldi, direttore responsabile del Matajur

Il Matajur è stato un giornale della Slavia Friulana (Benečija), stampato in lingua slovena, italiana e nei locali dialetti sloveni. Per tutta la sua durata fu diretto da Vojmir (Guerrino) Tedoldi . Rappresentò la prima attività culturale continuativa degli sloveni della Provincia di Udine.
Il primo numero uscì il 3 ottobre 1950 con il sottotitolo "Glasilo beneških Slovencev" (Voce degli sloveni della Benecia), successivamente cambiato in "Glasilo Slovencev v Videmski pokrajini" (Voce degli sloveni della Provincia di Udine). La redazione lavorò con sede provvisoria a San Pietro al Natisone fino al n. 3, poi a Udine (prima in Via Mazzini n. 10, poi in Via San Daniele n. 88) per tutta la vita del giornale, a causa della situazione intimidatoria in cui si trovava la Slavia Friulana all'epoca; il giornale infatti subì una vera e propria persecuzione poliziesca da parte delle autorità italiane.
Il giornale era redatto in lingua slovena e nei dialetti sloveni locali, a cui si affiancò successivamente l'italiano. Il n. 13-14 del 15 luglio 1973 uscì in occasione dell'"Incontro culturale tra i popoli vicini a Kamenica di Castelmonte"; il numero successivo, il 15-16 del 15 dicembre 1973, uscì dopo una interruzione delle pubblicazioni di cinque mesi, e fu anche l'ultimo del periodico. Già il 1º gennaio 1974, in sostituzione e continuità con il Matajur, iniziò le pubblicazioni il Novi Matajur, quindicinale diretto da Izidor Predan ed edito dallo Založništvo Tržaškega Tiska (Editoriale Stampa Triestina), stampato anche'esso in sloveno, italiano e nei locali dialetti sloveni (natisoniano e resiano) e che esce tuttora, con cadenza settimanale.